# Fritz Heß

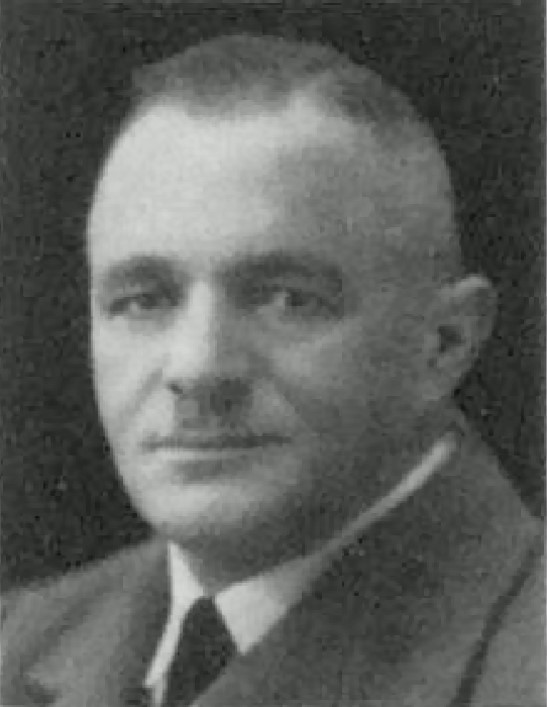
Fritz Heß

Fritz Heß (* 27. Februar 1879 in Dannenfels; † 4. Juni 1938 ebenda) war ein deutscher Politiker (NSDAP).

## Leben und Wirken
Der Sohn eines wohlhabenden Großbauern besuchte die Volksschule und die landwirtschaftliche Winterschule in Kirchheimbolanden. Von 1899 bis 1901 gehörte Heß dem 18. Bayerischen Infanterie-Regiment an. 1904 übernahm er den landwirtschaftlichen Betrieb seines Vaters in Dannenfels. Am Ersten Weltkrieg nahm Heß von 1914 bis 1916 als Kompanie-Feldwebel beim 8. bayerischen Armierungs-Bataillon teil. Wegen Felddienstuntauglichkeit war er bis Kriegsende dem Reservelazarett in Ludwigshafen am Rhein zugeteilt. Heß war verheiratet, aus der Ehe ging ein Kind hervor.
Ab 1910 war Heß im Bund der Landwirte aktiv, einer antisemitisch geprägten Interessenorganisation der Landwirtschaft. Heß sah sich selbst seit 1920 als Anhänger der NSDAP; förmlich trat er der Partei 1922 bei. Heß, der seit 1914 stellvertretender Bürgermeister von Dannenfels war, wurde 1922 zum Bürgermeister der Gemeinde gewählt und war damit der wohl erste nationalsozialistische Bürgermeister Deutschlands. Am 1. Dezember 1923 half Heß bei den Vorbereitungen für einen Brandanschlag auf eine Scheune in Orbis unweit von Dannenfels. Besitzer der Scheune war Franz Josef Heinz, der Führer der pfälzischen Separatisten. Als Bürgermeister wurde Heß mehrfach wegen der Nichtbefolgung von Anordnungen der französischen Besatzungsbehörden sowie wegen Angriffen auf angeblich separatistisch eingestellte Beamte und jüdische Richter bestraft.
Während des vorübergehenden Verbots der NSDAP zwischen November 1923 und Frühjahr 1925 war Heß Mitglied der radikal-antiparlamentarischen, hitlertreuen Großdeutschen Volksgemeinschaft um Alfred Rosenberg und Julius Streicher. Bei der Reichstagswahl im Dezember 1924 kandidierte Heß erfolglos für die Nationalsozialistische Freiheitspartei (NSFP). Nach der Wiederzulassung der NSDAP schloss sich Heß der Partei zum 19. November 1925 erneut an (Mitgliedsnummer 23.814).
1926 wurde Heß Hauptschriftleiter des Parteiorgans Der Eisenhammer. 1927 war er vorübergehend Stellvertreter des pfälzischen Gauleiters Josef Bürckel und übernahm sogar von März bis November dessen Posten. Er sollte anschließend wieder Stellvertreter werden, aber Bürckel wählte Ernst Ludwig Leyser. Innerhalb der Pfälzer NSDAP war Heß neben Ludwig Schickert der Hauptvertreter einer antisemitisch-konservativen Richtung, die mit einer eher an einem „nationalen Sozialismus“ orientierten Gruppe um Gauleiter Bürckel rivalisierte. 1926 lehnte Heß den kollektiven Beitritt der Freien Bauernschaft zur NSDAP ab, da führende Mitglieder dieser Bauernorganisation wie Franz Josef Heinz 1923 und 1924 an der separatistischen Bewegung in der Pfalz beteiligt waren.
Von Mai 1928 bis zur Auflösung dieser Körperschaft im Herbst 1933 war Heß Mitglied des Bayerischen Landtages. In der neunköpfigen NSDAP-Fraktion zwischen 1928 und 1932 ließ Heß mit „den meisten Realitätssinn in politischen Angelegenheiten erkennen“; zugleich war er ein „fanatischer Antisemit“ und der einzige NSDAP-Abgeordnete, den ein „herzliches Verhältnis“ mit seinem Fraktionskollegen Julius Streicher verband. Ab 1928 war Heß Mitglied des Kreistags von Kirchheimbolanden.
Nach der Machtübertragung an die Nationalsozialisten war Heß ab November 1933 Abgeordneter für den Wahlkreis 27 (Rheinpfalz-Saar) im aller politischen Entscheidungsbefugnisse beraubten nationalsozialistischen Reichstag. Nach seinem Tod 1938 rückte Richard Mann für Heß nach. Daneben war Heß ab 1934 Mitglied des Reichsbauernrates, Vorstandsmitglied des Deutschen Gemeindetages, Aufsichtsratsmitglied der Bayerischen Gemeindebank und ab dem 13. Oktober 1933 Kreisbauernführer in Kirchheimbolanden.